# Carex rigidioides
Carex rigidioides là một loài thực vật có hoa trong họ Cói. Loài này được (Gorodkov) V.I.Krecz. mô tả khoa học đầu tiên năm 1935.